# 相生橋 (東京都)

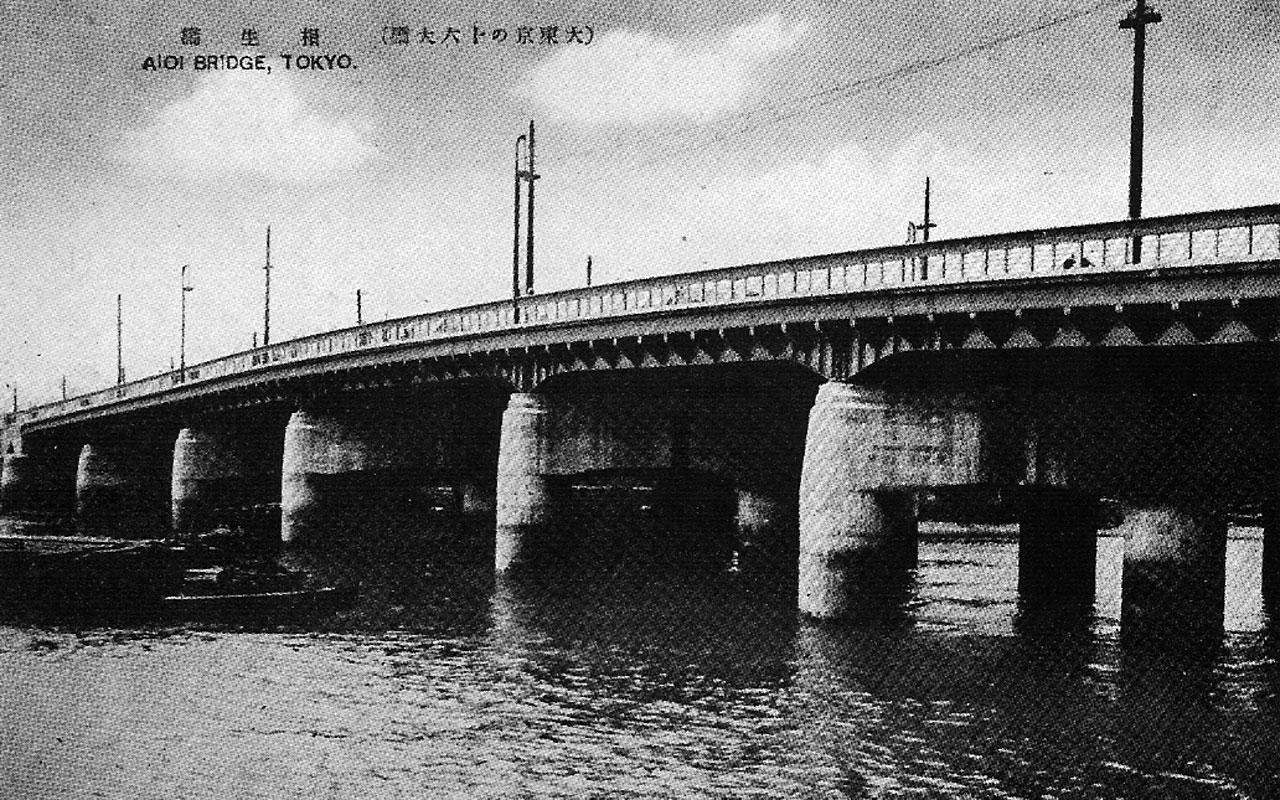
1926年完成の旧相生橋

相生橋（あいおいばし）は、隅田川派川にかかる橋で、東京都道463号上野月島線（清澄通り）を通す橋である。西岸は中央区佃2丁目と3丁目を分かち、東岸は江東区越中島1丁目と2丁目を分かつ。「相生」という名称は、この橋がはじめ長短二橋で構成されていたことから「相生の松」に由来して採られた。

## 概要
1892年（明治25年）に築造された月島は、工業地区として急速に発展したが、築地や深川からの架橋がなく佃の渡しと月島の渡しなどの渡し船に頼るしかなかった。特に深川側の川幅は短かったこともあり、東京市は川途中にあった中之島を挟んで長短2本の架橋計画を立てる。
それぞれ「相生大橋」（橋長147.0m）、「相生小橋」（橋長52.7m）、幅はいずれも7.2mの木橋で、16万9628円の予算で1903年（明治36年）3月に開通した。後に市電を通す目的から1919年（大正8年）8月に10.8mの幅に拡幅され1923年（大正12年）7月には月島まで市電が開通することとなった。
しかしわずか2ヵ月後の9月1日の関東大震災によって上流から流れついた炎上した船舶により延焼、焼失してしまう。3年2ヶ月にわたって再び月島は孤島と化すが、
1926年（大正15年）11月22日に震災復興事業の最初の橋として完成。
鉄鋼ゲルバー橋となった。永代橋から隅田川が派川され、大型船の通航がないことから桁橋を採用し、塩害で橋が傷んでも簡単に修理ができるように大橋が7径間、小橋が5径間と橋脚が多い橋である。なお上水道の管も通っていた。
のちに1980年（昭和55年）に小橋下が埋め立てられて、中之島が地続きとなった。さらに交通量の増大に伴って老朽化が深刻になったため、1998年（平成10年）12月に現在の橋に架け替えられた。
橋下には隅田川唯一の水上公園である江東区立中の島公園がある。
星野源のシングル曲「知らない」のPVでは相生橋付近で撮影が行われた。

## 現在の橋の概要
- 構造形式

3径間鋼トラス桁橋
- 橋長 - 149.1m
- 幅員 - 22.0m
- 着工 - 1988年（昭和63年）
- 竣工 - 1998年（平成10年）12月一部開通、1999年（平成11年）8月全通
- 施工主体 - 東京都

## 隣の橋
- 隅田川

（上流） - 隅田川大橋 - 永代橋 - 相生橋 - 春海橋（晴海運河） / 豊洲橋（豊洲運河） - 晴海橋梁（晴海運河） - （下流）